# Рафальський Гнат Гнатович
Гнат Гна́тович Рафа́льський (справжнє ім'я — Лозинський; * 1868 — †1933) — український актор-комік у трупі Марка Кропивницького (1893–1902) та інші. Останні роки працював у Харківській Музкомедії.

## Найкращі ролі
- дяк («Царицині черевички» Г. Ашкаренка),
- писар Зачепа («Запорізький клад» К. Ванченка-Писанецького),
- Лопуцьковський («Шельменко-Денщик» Григорія Квітки-Основ'яненка) та у численних водевілях.